# Gummigutta (bokserie)
Gummigutta-böckerna är fyra barnböcker författade av Carsten Ström under 1950-talet. Böckerna gavs ut på Wahlströms bokförlag, i två omgångar. Den första boken i serien, "Gummiguttas nya hus" skrevs till dottern Cajsa. Författaren var annars huvudsakligen konstnär. Ström illustrerade själv sina böcker. 

## Handling
De fyra böckerna kretsar kring personerna som bor i Gummiguttas hyreshus, samt invånare i den stad som grundades av kung Fotvid III.

### Gummiguttas nya hus (1954)
Gummigutta flyttar in i sitt nya hus helt gjort av socker, marsipan och lakrits. En av Gummiguttas hyresgäster, prinsessan Pygmilla, överväger att gifta sig med en greve enbart för att han är rik, så att hon kan rädda sin far kung Algot III som blivit fattig. Vännerna i huset försöker därför få fatt i krokodiltårar som Gummigutta behöver för att kunna trolla fram guld, problemet är dock att stadens enda krokodil alltid är glad. Och samtidigt stjäl den elaka häxan Paprika prinsesskronan ifrån Pygmilla, och polisen misstänker Rabaldus och sätter därför honom i finkan. Gummigutta ber då Pygmilla att hänga sin halskedja synligt i fönstret så att de kan gillra en fälla åt Paprika, men planen förutsätter att Rabaldus är på fri fot, så de får börja med att försöka befria honom.

### Gummigutta och blåbärsmaskinen (1955)
Gummigutta träffar professor Fummel som uppfunnit en blåbärsmaskin. Tyvärr förstörs den av spionen Krakmandel-Harry, så att hela staden översvämmas av blåbärssoppa.

### Gummiguttas sällsamma resa (1956)
Gummigutta råkar av misstag komma iväg på en resa. Hon hamnar på en annan planet som heter Fummelurus och som består av leverpastej. Hon råkar också få med sig alla sina hyresgäster.

## Karaktärer

### Gummiguttahusets invånare
- Gummigutta ‒ Snäll häxa som äger ett på Kanelgatan liggande hyreshus, "Sockerhuset", "stadens stolthet och enda sevärdhet", som är gjort av sötsaker. Fick anlag för att trolla ifrån sin far. Gått i trolleriskolan och i häxhögskolan. Torsdagar är hennes trolldag, såvida hon har med sig sitt trollerilexikon.
- Rabaldus ‒ Portvakt i Gummiguttas hyreshus. Snäll, trots att han är av gammalt rövarsläkte. Har en pistol som dock endast är en cigarrtändare. Har en bror, som har en koloniträdgård där Rabaldus rövar blommor och grönt. Samlar på idolkort (och byter sådana med konstapel Bubbla).[3]
- Familjen Sjöstrand ‒ Bor i hyreshuset. Far Axel är sjöman,[4] mor är hemma med tvillingbarnen. Tvillingarna är uppvuxna i Mellanköping, där ännu moster Karin bor kvar. När tvillingarna ska vara riktig fina tar de på sig sina examensklänningar. I godisväg gillar flickorna Pixeroltabletter. När de leker sysslar de gärna med att åka rullskridskor och klättra.[5]
  - Ettan ‒ Heter egentligen Ethel. Gör saker först, innan hon tänker. Modig och kvick. Bär en röd klänning med en broderad etta framtill. Tvilling med Tvåan.
  - Tvåan ‒ Heter egentligen Tora. Tänker först, innan hon handlar. Klok och påhittig. Bär en röd klänning med en broderad tvåa framtill. Tvilling med Ettan.
- Prinsessan Pygmilla ‒ Bor ett tag i hyreshuset. Är yngsta dottern till den fattige kung Algot III i Melonien. Har en guldkrona med rubiner och krysoliter. Hon jobbar hos bagare Kokosberg och försörjer sig själv. Är särskilt duktig på att spela kam. Rabaldus uttalar hennes namn fel, som Pigmylla. Pygmillas morbror är kejsaren av Pralinien.
- Samuel Sopprot ‒ Bor i hyreshuset. Kan bara säga ord på "s". Musikant, som på sin esskornett kan spela visor såsom "Skrubbaluttan".[6]
- Murmeldjuret ‒ Bor i hyreshuset. Gillar att sova och att äta stekta ägg. Visar sig dock egentligen vara prins Mikael, och kallas Micke. Är son till kung Julius i Salubrien. Ibland lekte han och Pygmilla när de var små.[7]

### Invånare i staden
- Konstapel Bubbla ‒ Den lilla stadens snälla polis, som försöker se barsk och myndig ut. Kommer ofta på sin cykel. Bär med sig ett förstoringsglas, en svart anteckningsbok och ett par handbojor. Bubbla gillar mat och cigarrer.
- Herr Pöshagen - Borgmästare.
- Professor Fummel - En gammal, skallig och gråskäggig professor som bor på Russingatan. Professorn uppfinner saker. Han är tankspridd. Har en krokodil som heter Putte.
- Herr Jästus Kokosberg ‒ Stadens bagarmästare. På butiksskyltarna stavar han namnet Chochosbergh.[8]
- Herr Smaal ‒ Stadens slaktare.
- Herr Becklund ‒ Stadens skomakare.
- Herr Pettersson ‒ Stadens plåtslagare.
- Herr Kula ‒ Korpral.
- Fru Sidenknapp ‒ Driver en modeaffär på Fikongatan.[9] Har en vit pudel som heter Sippan.
- Mor Lovisa ‒ Stadens äldsta invånare, 102 år, som bor i ett litet hus i utkanten av staden. Hör och ser dåligt. Har två par glasögon på näsan. Läser gärna serierna i "Hemmets Härd". Bjuder på bröstkarameller.[10]
- Tant Malena ‒ en gammal tant i staden.

### Övriga figurer
- Paprika ‒ En annan häxa, gammal klasskamrat med Gummigutta, som är elak och ställer till med ofog. Som alla onda häxor har hon ett hemligt ord, som ger kraft, med om det läses upp gör det slut på henne. När hon vill luras kan hon ta sig namnet Fru Papriksson.
- Putte ‒ En gladlynt krokodil som aldrig gråter (senast var år 1911). Bor i en inhägnad av ståltrådsnät på tomten. Har 143 tänder. Gillar att sola.[11]
- Greve von Knirrenknarr ‒ Säger sig vara rik och vill gifta sig med Prinsessan Pygmilla. Heter egentligen Falske Filip och är juveltjuv.[12]
- Fångvaktare Låsbom - Tycker att hans jobb är bra men långtråkigt. Fördriver tiden på jobbet med att rita. Har en liten grön bil.[13] Har en dotter som heter Gunilla.[14]
- Kalle Kofot och Hese Henrik - tjuv av den gamla hederliga sorten. Har gjort inbrott hos Sidenknapps.[15]

## Platser nämnda i böckerna
- Planeter: Fummelurus
- Länder & Kontinenter: Afrika, Indien, Sydamerika, Melonien, Pralinien, Salubrien.
- Städer: Mellanköping, Stockholm.[16]
- Övriga platser: Möglinge herrgård, Plaskerbo havsbad,
- Gator: Kanelgatan, Fikongatan, Russingatan.

## Utmärkelser nämnda i böckerna
- Kungliga Murmelorden.[17]
- Kungliga Bullorden.[18]

## Kuriosa
Polisnamnet Bubbla återfinns både i Gummigutta-böckerna och i Millennium-serien.
Konstapel Bubbla får ofta cigarrer av turister som belöning.
På Kanelgatan är varannan trottoarsten grå och varannan röd.

## Översättningar
Böckerna finns översatta till norska av Olaf Coucheron. De norska titlarna är bl.a: Tante Gummiguttas Nye Hus och Tante Gummigutta Og Blåbærmaskinen. I Norge finns böckerna även utgivna som ljudböcker. På tyska heter böckerna: Gummiguttas neues Haus, Gummigutta und die Blaubeermaschine, Gummiguttas Weltraumflug zu den Fummeluren och Gummigutta und der Räuber Rabaldus.
(A tiny correction. Gummiguttas neues Haus and Gummigutta und der Räuber Rabaldus are the same first book of the series. Gummigutta och Svarta Hatten was never translated into German).

## Dramatisering
Gummigutta har satts upp som teater, med manus av Micka Andersson och musik av Dag Palm, av Föreningen för Teater och Dokumentation i Järfälla år 1999-2000.